# محاصره مسعده
محاصره ماسادا (انگلیسی: Siege of Masada) یا محاصره مسّادا یا  محاصره مسعده  یکی از وقایع نهایی در نخستین جنگ یهود-روم بود که از سال ۷۲ تا ۷۳ پس از میلاد (گاه‌شماری دوران مشترک روی و اطراف یک تپه در اسرائیل کنونی رخ داد.
این محاصره از طریق یک منبع برای تاریخ شناخته شده‌است، یوسف فلاوی رهبر شورشی یهودی که توسط رومیان اسیر شد، که در خدمت آنان مورخ شد. به گفته یوسف، محاصره طولانی مدت توسط سربازان امپراتوری روم منجر به خودکشی گروهی شورشیان سیکاری و خانواده‌های یهودی مقیم قلعه مسعده شد.